# Storia d'Irlanda
La storia dell'isola d'Irlanda si articola in varie fasi ed è caratterizzata da innumerevoli invasioni militari da parte di popolazioni esterne, ma anche culturali e religiose, come quella cristiana nei primi secoli dopo Cristo.
La divisione fra Repubblica d'Irlanda e Irlanda del Nord si creò infatti con la stipula del trattato Government of Ireland Act del 1920. Dividere la storia dei due paesi dal 1922 in poi è sicuramente funzionale, ma non del tutto appropriato: prima della divisione dell'isola, infatti, la storia è stata sempre particolarmente omogenea.

## Irlanda pre-cristiana

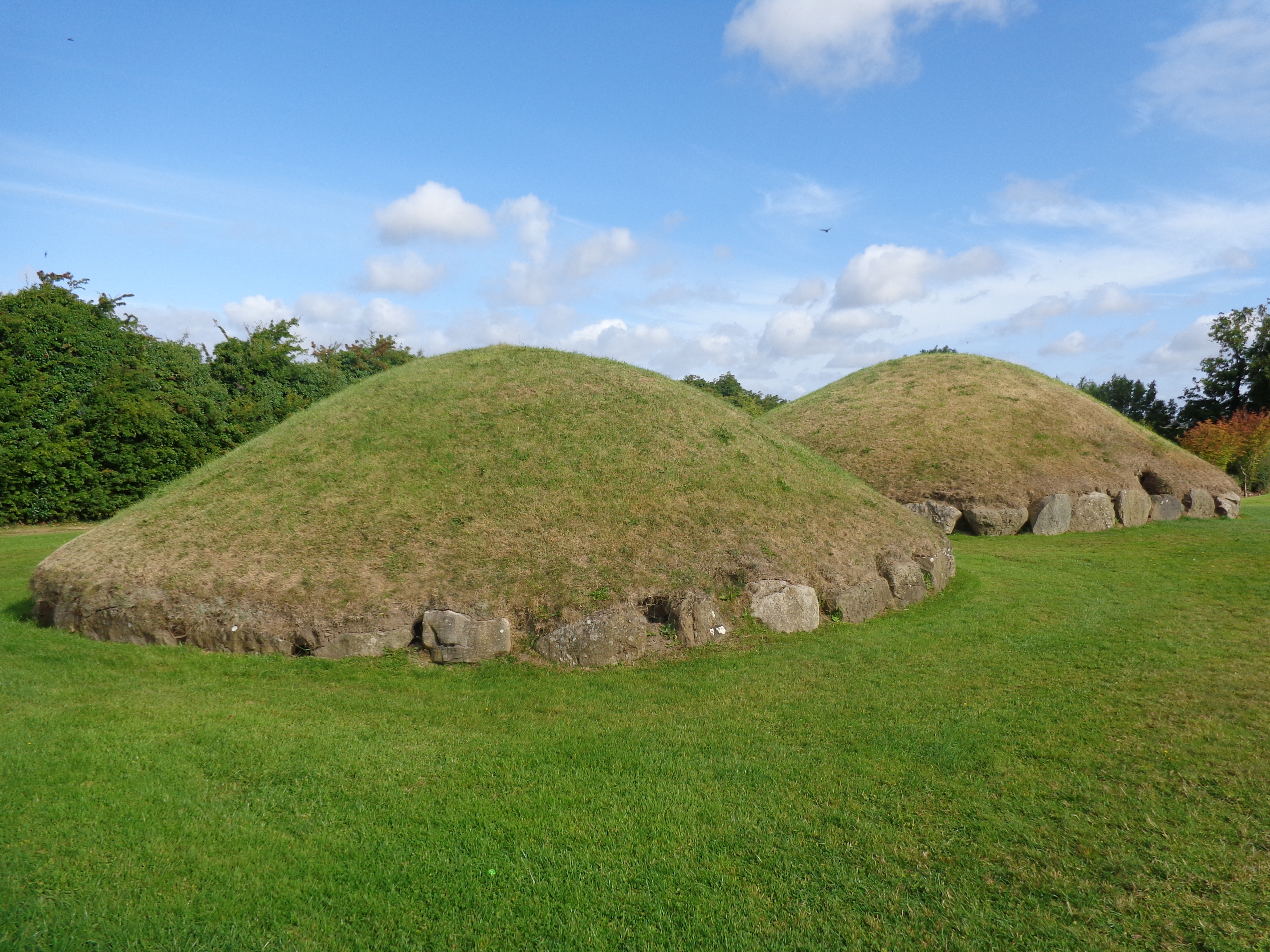
Tombe a tumulo di Knowth

### Età della pietra
Le notizie che si hanno dell'Irlanda precristiana giungono da scritti romani, dalla poesia e mitologia irlandesi e dai ritrovamenti archeologici. I primi abitanti dell'isola, popolazioni del mesolitico, vi arrivarono intorno all'8000 a.C. quando, in seguito al ritiro dei ghiacci, l'ambiente divenne più ospitale. I ritrovamenti di selci (nelle contee di Antrim, Down, Louth e Dublino) delimitano l'area del loro insediamento alle coste e alle rive dei fiumi. Intorno al 4500 a.C. arrivò una cultura neolitica e a quest'epoca risale l'introduzione dell'agricoltura, apparvero le prime ceramiche, gli attrezzi in pietra levigata, le case di legno rettangolari e le tombe megalitiche, monumenti in pietra di grandi dimensioni come le tombe a passaggio (passage tombs) di Newgrange, Knowth e Dowth, alcune delle quali sono allineate secondo criteri astronomici (ad esempio Newgrange). In seguito, verso la fine del neolitico, apparvero sull'isola nuovi tipi di monumenti, terrapieni circolari e cerchi di pietre.

### Età dei metalli
L'Età del bronzo cominciò nel 2000 a.C. circa con l'arrivo delle prime popolazioni protoceltiche dall'Europa centro meridionale, che diedero inizio allo scambio culturale delle successive popolazioni celtiche classiche di Hallstatt e La Tène, come testimoniano moltissimi utensili d'oro e bronzo rinvenuti e databili a quel periodo, dalla classica forma a torque. Alcuni nuovi studi genetici hanno aperto nuovi scenari alla possibilità che le lingue celtiche si fossero formate in questo periodo. 
L'introduzione della lavorazione del ferro in Irlanda avvenne attorno al VII secolo a.C. ad opera di popolazioni celtiche o, più probabilmente, di gruppi di Celti sbarcati nell'isola e fusisi successivamente con i primitivi abitatori. All'epoca di questa prima età del ferro l'isola era divisa in diversi regni (In Tuisceart, Airgialla, Ulaid, Mide, Laigin, Mumhain, Cóiced Ol nEchmacht) governati da un'aristocrazia guerriera e una classe erudita, della quale facevano probabilmente parte i druidi.
A partire dal XVII secolo gli storici svilupparono la teoria che la lingua parlata all'epoca dei regni potesse essere quella goidelica, un ramo della lingua celtica, introdotta in seguito all'invasione dei Celti. Ricerche successive dimostrano che lo sviluppo della cultura dell'epoca fu un processo graduale e continuo e che l'introduzione di aspetti linguistici e di elementi della cultura celtica avvenne in seguito a scambi culturali con i gruppi celti del resto d'Europa. Non vi sono ritrovamenti archeologici che possano far supporre un'invasione di larga scala da parte dei Celti della cultura di La Tène, e ricerche genetiche confermano la teoria dell'assorbimento graduale di elementi celti da parte della popolazione nativa di origine protoceltica nella tarda età del Bronzo. Elementi genetici dei celtici insulari compatibili con le popolazioni odierne, come dimostrato da alcuni studi, erano già presenti nel XX secolo a.C.

### I Romani e l'Irlanda

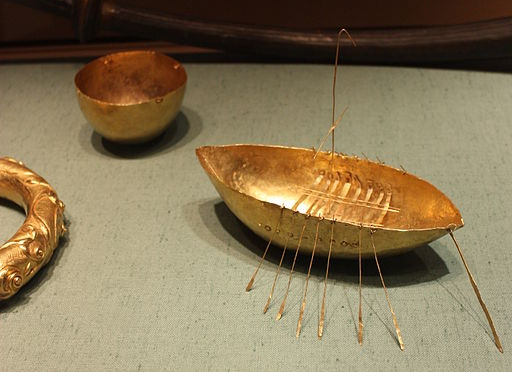
Il tesoretto di Broightern (contea de Derry), con oggetti di fattura romana (I secolo a.C.)

I Romani conoscevano l'Irlanda e la chiamavano Hibernia: già nel 100 d.C. Tolomeo era in grado di fare una descrizione geografica dell'isola e una disamina delle varie tribù che la popolavano. Non si sa, tuttavia, che rapporti avessero i Romani con le tribù locali.
Fino a poco tempo fa era convinzione comune che i Romani non avessero mai invaso l'Irlanda o che non l'avessero mai considerata parte integrante dell'Impero: se ciò è quasi certamente vero per la seconda considerazione, la prima è stata messa in profonda crisi da ritrovamenti archeologici che testimoniano la presenza di romanità.
Infatti a Drumanargh la radice "ruman" del nome D(ruman)argh lascia sottintendere un chiaro riferimento ai Romani, un promontorio fortificato 15 km a nord di Dublino, dove sono stati ritrovati reperti di fattura romana. Del resto, scavi archeologici hanno portato alla luce manufatti romani e romano-britannici in molti siti associati al capo irlandese Tuathal Techtmar.
Ciò proverebbe più che altro l'esistenza di rapporti commerciali e diplomatici tra l'Impero romano e l'Irlanda, anche se si ipotizza che i Romani potrebbero aver aiutato Tuathal, o qualcuno come lui, a riconquistare il trono con una piccola spedizione militare di supporto in Hibernia, così da avere un potente alleato irlandese che fosse capace di porre fine alle scorrerie irlandesi in Britannia ai tempi di Agricola. Ad esempio, il poeta romano Giovenale (II secolo), che potrebbe aver servito in Britannia sotto il comando di Agricola, afferma che "le armi furono portate oltre le coste irlandesi".
Lo storico Vittorio De Martino pensa che vi fu nel primo secolo d.C. una spedizione esplorativa di Agricola in Irlanda. Infatti Tacito riferisce che Agricola stimava – basandosi evidentemente su questa spedizione – che gli sarebbe bastata una legione romana per assoggettare l'Hibernia.

## Irlanda medievale

### Dal 400 a San Patrizio

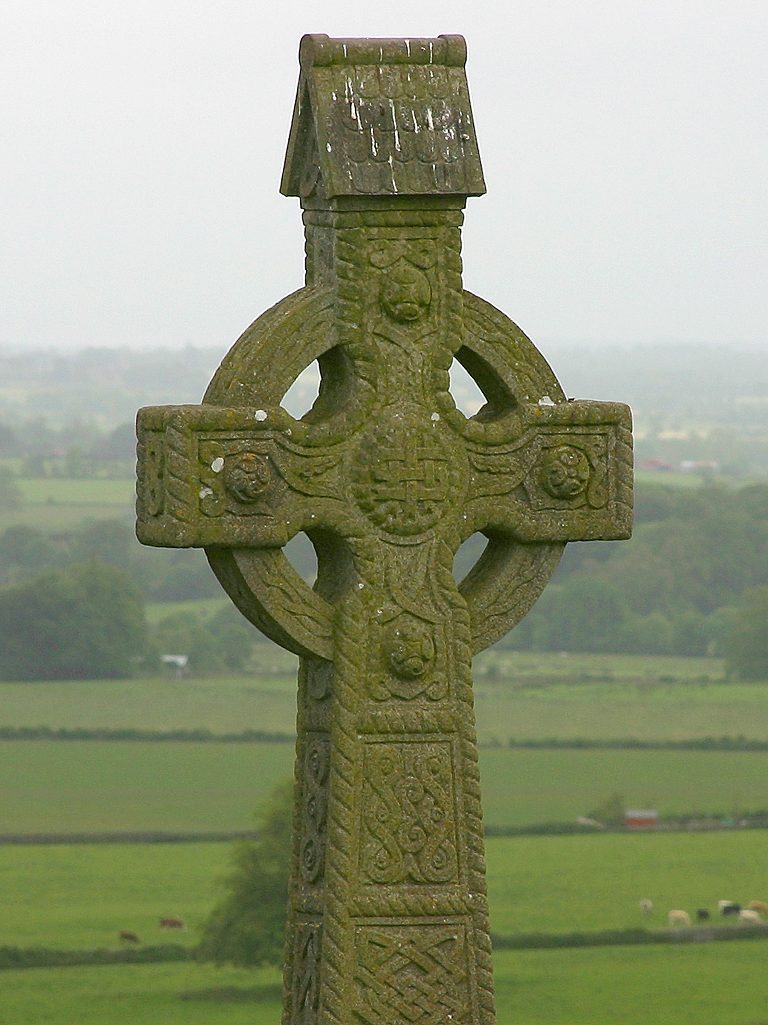
Croce celtica: la croce tipica irlandese è uno dei simboli ripresi dalla vecchia cultura celtica e adattati alla religione cattolica

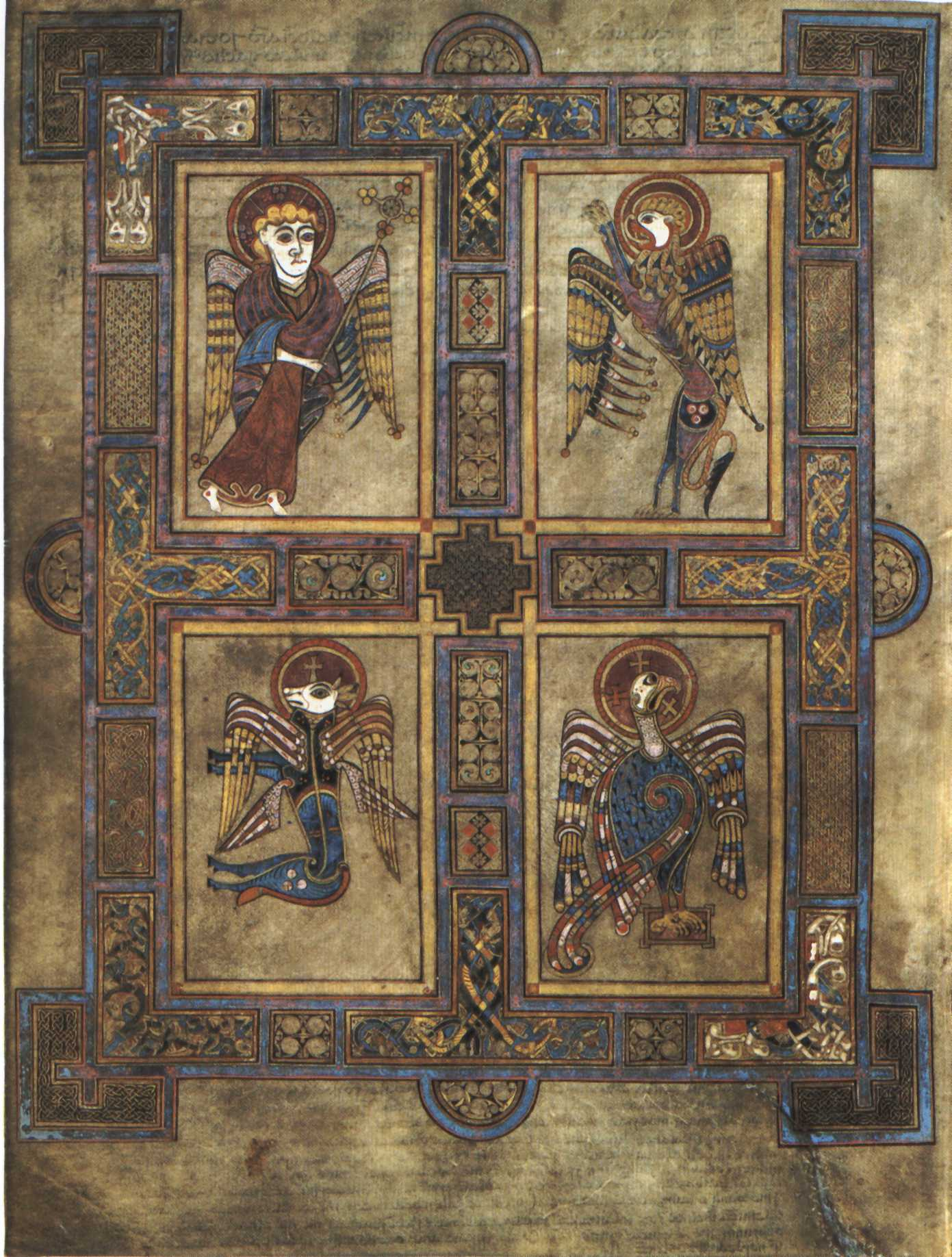
Libro di Kells, folio 27v, con i simboli dei quattro evangelisti

Niall dei Nove Ostaggi (morto tra il 450 e il 455) fu il capostipite della dinastia Uí Néill, che dominò gran parte dell'Irlanda occidentale, settentrionale e orientale. Politicamente la precedente enfasi sull'appartenenza alla tribù fu rimpiazzata, intorno al VI secolo, da successioni dinastiche patrilineari, e scomparvero diversi regni. Sulle coste occidentali dell'Inghilterra imperversavano pirati, alcuni dei quali fondarono nuovi regni in Scozia (Pictland), Galles e Cornovaglia.
Forse furono proprio costoro, rientrati come ricchi mercenari, mercanti o schiavi liberati dalla Britannia e dalla Gallia, a portare sull'isola la fede cristiana. Vi sono fonti che attestano la presenza di missionari attivi nel sud dell'Irlanda ben prima dell'arrivo di San Patrizio. Qualunque fosse l'origine, e probabilmente ve n'è più di una, la nuova fede ebbe effetti profondi e duraturi.
La tradizione vuole che san Patrizio, patrono d'Irlanda, sia giunto nell'isola nel 432 e che abbia iniziato la sua opera di conversione al cristianesimo l'anno successivo. La vecchia religione dei druidi collassò presto davanti al vigore della nuova fede, che comunque ne assorbì diversi elementi culturali, come alcuni tratti di spiritualismo o vari simboli preesistenti adattati alla nuova causa.
I monaci irlandesi presto divennero grandi studiosi ed esperti di latino. La cultura e la fede cristiana resistevano all'interno dei monasteri durante il Medio Evo, mentre il resto dell'Europa era sconvolto dalle invasioni barbariche. Accanto alla preghiera fiorirono varie arti, come quella della lavorazione dei metalli e della scultura raffinata, che portarono alla creazione di numerosi gioielli, abbazie, croci scolpite nella pietra (le famose croci celtiche). A quest'epoca risalgono anche i manoscritti illuminati, il più celebre dei quali è il  Book of Kells conservato a Dublino.
Questo periodo prospero fu bruscamente interrotto dalle invasioni vichinghe a partire dal IX secolo, con ondate di scorribande che partivano dall'Antrim o dall'Irlanda occidentale e si estendevano a tutta l'isola, comportando saccheggi sistematici ai villaggi e soprattutto ai monasteri, dei quali rimangono numerose rovine. I Vichinghi fondarono diverse città nel nord dell'isola: tra queste, Donegal e Drogheda.
L'invasione e la permanenza vichinga, tuttavia, non modificarono l'assetto religioso dell'Irlanda, che è ancora oggi un paese in grande maggioranza cattolico, benché nell'Irlanda del Nord vi sia un numero consistente di protestanti.

### Dall'800 al 1166
La prima incursione documentata da parte dei Vichinghi avvenne nel 795, quando fu saccheggiata l'isola di Lambay, al largo di Dublino. Le prime incursioni vichinghe furono rapide e condotte da gruppi poco numerosi. Nei duecento anni successivi crebbero di tono e intensità: il saccheggio e l'incendio di molti monasteri pose un termine a quella che era stata l'epoca d'oro del cristianesimo in Irlanda. A questo periodo risalgono le cosiddette Round Towers, edifici circolari di cui ancora sono oggetto di dibattito lo scopo e l'uso.
Intorno all'840 i Vichinghi iniziarono a insediarsi stabilmente sulla costa e costruirono città murate, di solito in corrispondenza degli estuari di fiumi, dove trascorrevano i mesi invernali: i principali insediamenti furono le attuali città di Limerick, Waterford, Wexford, Cork, Arklow e soprattutto Dublino. Dalla costa gli invasori si inoltravano nell'interno, seguendo le rive dei fiumi, per fare incursioni e saccheggi.
I Vichinghi si amalgamarono con la popolazione locale, dando origine a un'etnia mista chiamata Gall-Gaels (Gall era il termine con cui erano chiamati gli stranieri, intendendo i Vichinghi). I discendenti di Ivar Beinlaus (uno dei fondatori di Dublino) dominarono l'isola fino a quando Maelsechlainn II, re del Meath, e Brian Boru (c. 941–1014) li sconfissero nella battaglia di Clontarf.

### L'invasione normanna
La morte di Brian Boru impedì un consolidamento politico e così, all'alba del XII secolo, l'Irlanda continuava a essere divisa in molti piccoli regni. Il potere era esercitato dai capi di alcune dinastie impegnate nel costante tentativo di ottenere la supremazia sull'isola. Il sovrano di Leinster, Diarmait Mac Murchada (in inglese Diarmuid MacMorrough), fu costretto all'esilio dall'High King, Ruaidri mac Tairrdelbach Ua Conchobair. Fuggì in Aquitania e ottenne da Enrico II l'aiuto dei Normanni per la riconquista del suo regno. Il grosso delle forze normanne sbarcò sull'isola nel 1169 e in poco tempo furono riconquistati il Leinster e il controllo di Waterford e Dublino.
Diarmait nominò erede del regno Riccardo di Clare, II conte di Pembroke, suo genero, destando la preoccupazione di Enrico II, che temeva la creazione di uno stato normanno rivale in Irlanda e che quindi decise di prenderne possesso.

### L'invasione inglese

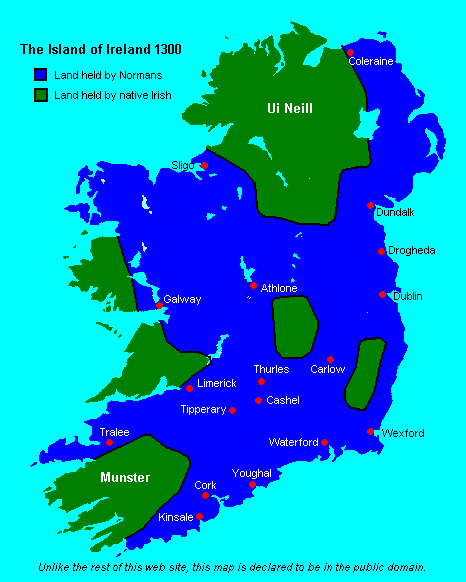
Irlanda nel 1300

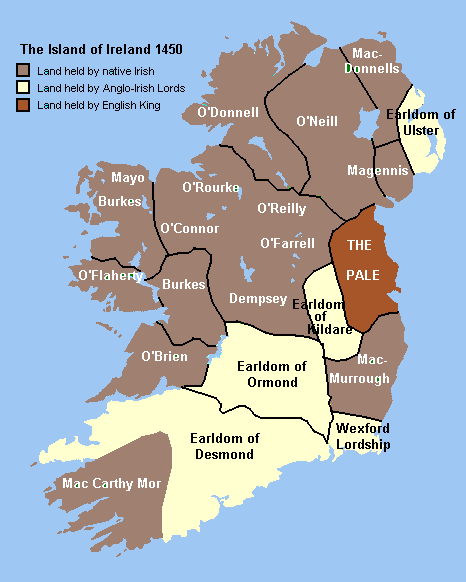
Irlanda nel 1450

Nel 1171 il re Enrico II d'Inghilterra, al comando di una nutrita flotta, sbarcò a Waterford e occupò le terre irlandesi, divenendo il primo sovrano d'Inghilterra a mettere piede in Irlanda. Nel 1172 la bolla papale Laudabiliter, emessa da Papa Adriano IV, avallò la presa di potere ed Enrico assegnò i territori al figlio Giovanni, nominandolo Dominus Hiberniae ("Lord of Ireland"); quando Giovanni, in maniera inattesa, succedette al fratello e divenne sovrano, la "Lordship" (Signoria) d'Irlanda divenne direttamente dipendente dalla corona britannica.
Il sistema di Common Law inglese, tuttavia, cominciò a penetrare nell'isola soltanto dal XIII secolo e la legge inglese veniva applicata soltanto a Dublino e nella zona circostante, ovvero nella collina di Tara e nella cosiddetta area The Pale (la Royal County, approssimativamente coincidente con la contea di Meath).
Intorno al XIV secolo la popolazione anglo-normanna era integrata con quella nativa irlandese, tanto che la corona, nel tentativo di riprendere il controllo, cercò di stabilire delle differenziazioni fra nativi e colonizzatori: il risultato furono gli statuti di Kilkenny, che introdussero una serie di discriminazioni, dal divieto di contrarre matrimoni "misti" al divieto di usare nomi, lingua, abbigliamento e usanze irlandesi. Nonostante ciò, l'influenza gaelica rimase notevole, tanto che alla fine del XV secolo il Pale era di fatto ridotto a una striscia intorno alla città di Dublino.

## L'Irlanda nella sfera d'influenza britannica
L'isola d'Irlanda cominciò a cadere interamente in possesso delle forze inglesi a partire dal XVI secolo. Le infrastrutture antiche gaeliche caddero definitivamente nel XVII secolo, come risultato di varie plantations, ovvero l'insediamento di forti comunità inglesi e scozzesi su terre espropriate ai cattolici irlandesi e affidate ai britannici. La più famosa e riuscita fu la Plantation of Ulster (che provocò forti contrasti fra le comunità religiose del luogo), ma ci furono episodi simili minori anche nel Laois e nell'Offaly.
Il XVII secolo fu forse il più travagliato della storia d'Irlanda. Due periodi di guerra civile (1641-53 e 1689-91) causarono grosse perdite di vite umane e si conclusero con l'espropriazione dei beni della classe dei proprietari terrieri irlandesi e la loro sottomissione alle discriminatorie Leggi penali irlandesi.
Un episodio viene spesso citato per far riferimento alla caduta definitiva dell'aristocrazia gaelica, ovvero il cosiddetto Flight of Earls, dove nel settembre del 1607 il secondo duca di Tyrone Hugh O'Neill e il primo duca di Tyrconnell Rory O'Donnell, rifiutando di sottomettersi alla corona inglese, salparono dal Donegal arrivando in Francia e raggiungendo poi Roma.
La ribellione del 1798 ebbe come conseguenza la promulgazione, avvenuta nel 1800, del cosiddetto Act of Union: il parlamento britannico, con l'appoggio del primo ministro William Pitt il Giovane, stabilì lo scioglimento del parlamento irlandese e l'unione, dal 1º gennaio 1801, fra il Regno d'Irlanda e il Regno di Gran Bretagna per costituire il Regno Unito di Gran Bretagna e Irlanda. Nel 1803 vi fu un fallimentare tentativo di ribellione guidato da Robert Emmet, che venne però arrestato e giustiziato.
In quest'epoca il governo dell'Irlanda era affidato al Lord Luogotenente d'Irlanda, nominato dal sovrano, e al Segretario Capo per l'Irlanda (Chief Secretary for Ireland), nominato dal Primo Ministro britannico. Nel tempo e con il progressivo passaggio del potere esecutivo e legislativo dalla Corona al Parlamento, la seconda carica divenne prevalente, mentre la prima rimase una sorta di carica rappresentativa.
La maggioranza cattolica del paese si attendeva di ottenere, come sorta di contropartita dell'unione, l'abolizione di una serie di leggi che discriminavano i cattolici e soprattutto la cosiddetta emancipazione cattolica, l'eliminazione cioè dell'esclusione di cattolici e presbiteriani dal Parlamento. L'emancipazione fu però improvvisamente bloccata dal sovrano Giorgio III, che la ritenne contrastante con il suo giuramento di difesa della chiesa anglicana.
Nel 1823 un intraprendente avvocato cattolico, Daniel O'Connell, in seguito chiamato The Liberator, iniziò una campagna per l'abolizione (Repeal) dell'Act of Union e per l'emancipazione cattolica, fondando la Repeal Association. O'Connell, uomo di legge, ripudiava l'uso della forza e condusse la sua campagna tramite numerosi comizi, ai quali presero parte masse enormi di persone (furono infatti detti monster meetings). L'emancipazione venne infine concessa nel 1829, senza però l'abrogazione dell'Atto d'Unione.
Nel 1845 l'Irlanda fu colpita dalla Great Famine (An Gorta Mór in gaelico), ovvero la Grande Carestia, che colpì la raccolta delle patate, l'alimento principale per la maggior parte della popolazione. Una considerevole parte della popolazione morì, un'altra grandissima parte lasciò il paese, dando vita a una delle più ingenti migrazioni della storia: milioni di profughi si imbarcarono verso l'America e la Gran Bretagna, spesso sulle cosiddette Coffin ships ("Bare galleggianti"), imbarcazioni non adatte a salpare per l'Oceano Atlantico e che causarono un numero elevatissimo di morti. Tra morti ed emigranti, la Grande Carestia portò la popolazione irlandese da circa 8 milioni di persone a circa 4,4 nel 1911.
Questo tragico evento influenzò molto la successiva storia irlandese e soprattutto incrinò i rapporti con gli Inglesi. È infatti ancora opinione diffusa fra la popolazione che la Great Famine poteva essere arginata o addirittura evitata dal governo britannico, così come era stato fatto precedentemente in Inghilterra per una carestia riguardante la raccolta del grano. Durante la Great Famine l'Irlanda continuò a esportare cereali come pagamento di affitti terrieri e tasse verso l'Inghilterra. 
Nel 1848 una piccola organizzazione repubblicana, i Giovani Irlandesi (Young Irelanders), tentò la ribellione contro la dominazione britannica. Il tentativo di sommossa, che coincise con il culmine della carestia, trovò poco appoggio da parte di una popolazione ormai ridotta allo stremo e si risolse in una schermaglia di poca rilevanza, chiamata "Battaglia del campo di cavoli della vedova McCormack" (Battle of Widow McCormack's Cabbage Patch).
Un ulteriore effetto della carestia fu quello di provocare un'ondata migratoria senza precedenti diretta verso il Canada, gli Stati Uniti, l'Inghilterra, la Scozia e, in misura ridotta, verso l'Australia. In seguito alle tensioni politiche fra gli Stati Uniti e la Gran-Bretagna causate da questa diaspora, nacquero alcune organizzazioni indipendentiste di irlandesi emigrati.

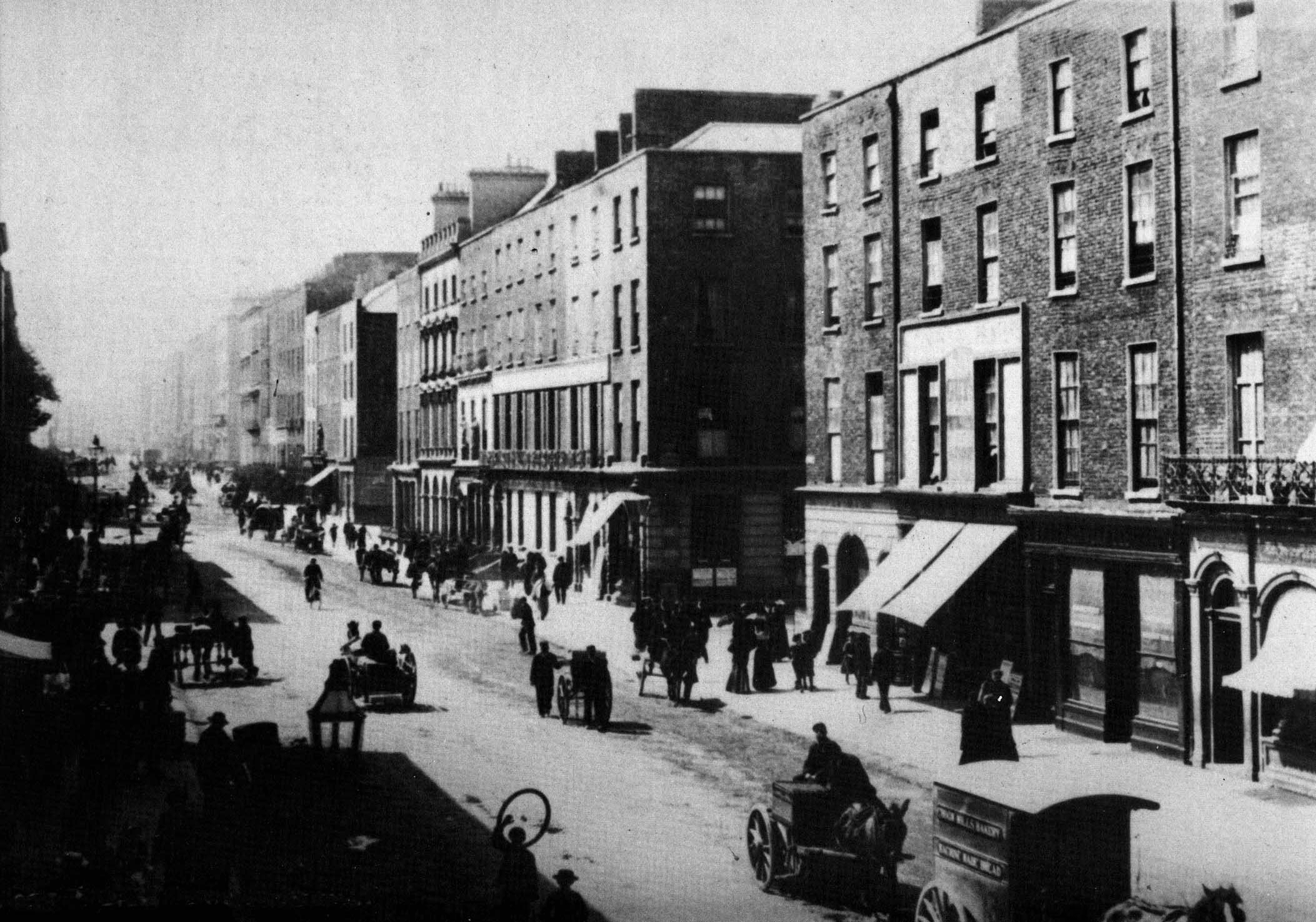
Limerick, c.1900.

Del 1858 è la fondazione della "Fratellanza Repubblicana Irlandese" (Irish Republican Brotherhood - IRB), i cui iscritti erano meglio conosciuti come Feniani, un'organizzazione segreta che aveva come obiettivo la rivolta armata contro i britannici. L'organizzazione di appoggio, fondata a New York e chiamata Clan na Gael, fu responsabile di diversi raid nella provincia britannica del Canada. Nonostante una capillare presenza nelle parti rurali dell'Irlanda, il tentativo di rivolta feniana del 1867 fu fallimentare e facilmente represso dalle forze di polizia britanniche. A fronte di leggi anti-insurrezionali molto severe, l'appoggio interno ai movimenti indipendentisti era molto moderato. I comizi dei nazionalisti terminavano con l'inno "God Save the Queen" e le visite reali catalizzavano folle esultanti.
Tuttavia i britannici importarono in Irlanda vari modelli e tante leggi, ma soprattutto, nel XIX secolo, ci fu un avvenimento importante oltre alla Great Famine, che ancora influenza notevolmente l'aspetto culturale della vita irlandese: fu creata infatti la National school, con l'introduzione dell'insegnamento della lingua inglese, che in non molto tempo soppiantò quella gaelica. Nella Repubblica d'Irlanda la lingua ufficiale è nuovamente il gaelico, che viene regolarmente insegnato nelle scuole, ma di fatto la lingua usata è dappertutto l'inglese (un inglese chiamato Hiberno-English, in quanto presenta varie differenze fonetiche e grammaticali da quello comune).

## L'indipendenza irlandese
Il lunedì di Pasqua del 1916 a Dublino scoppiò un'insurrezione, la prima organizzata in maniera articolata se si escludono le sporadiche e disorganizzate ribellioni nell'Ulster dei contadini per le plantations. Gli insorti riuscirono ad occupare il General Post Office su O'Connell Street e altri edifici pubblici. La rivolta, che non suscitò l'entusiasmo popolare neppure negli ambienti repubblicani e nazionalisti, venne repressa dopo pochi giorni (si dice che molti dublinesi salutarono la fine dei combattimenti sventolando la bandiera britannica). Fu la brutale esecuzione di alcuni insorti, tra cui uno dei principali esponenti della rivolta, James Connolly, avvenuta nel carcere di Kilmainham nelle settimane successive, a mutare radicalmente l'atteggiamento della pubblica opinione sulla Easter Rising, chiamata successivamente anche Pasqua di Sangue.
Da quel momento la situazione si fece sempre più infiammata e lo spirito nazionalista irlandese crebbe sempre più, fino all'indipendenza di un Irish Free State, che poi avrebbe dato vita alla Repubblica d'Irlanda. Si rinvia a questa voce per la storia recente e l'indipendenza, e a quella relativa all'Irlanda del Nord per i conflitti fra unionisti e nazionalisti.